# هیو اورت
هیو اورت سوم (به انگلیسی: Hugh Everett III) (۱۹۳۰ واشینگتن دی.سی. - ۱۹۸٢ ویرجینیا)، فیزیکدان آمریکایی بود.
او را بخاطر نظریه جنجالی تفسیر دنیاهای چندگانه می‌شناسند.
او از شاگردان جان ویلر در دانشگاه پرینستون بود و در سال ۱۹۸۲ درگذشت.